# Bahram Bayzai

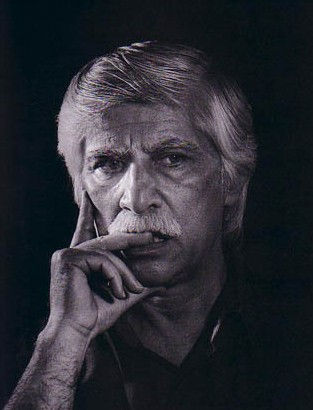
Bahram Bayzai

Bahram Bayzai (persisch بهرام بیضایی; * 26. Dezember 1938 in Teheran) ist ein iranischer Drehbuchautor, Dramaturg, Regisseur, Produzent und Professor an der Universität Teheran.
Bayzai gehört zu der Generation von iranischen Filmemachern, die sich vor allem am italienischen Neorealismus und ähnlichen Strömungen der Zeit orientierte und als „iranische Nouvelle Vague“ betrachtet wird. Diese Bewegung begann in den 1960er Jahren und schloss weitere Regisseure wie Abbas Kiarostami, Forugh Farrochzad, Sohrab Schahid Saless und Parviz Kimiavi mit ein. Die Filmemacher zeichnen sich durch Techniken wie dem Gebrauch poetischer Dialoge, von Referenzen zur traditionellen Kunst und Kultur sowie allegorische Geschichtenerzählung aus und befassen sich oft mit politischen und philosophischen Themen.

## Karriere
Nach Beginn eines Studiums der Persischen Literatur an der Universität Teheran wandte sich Bahram Bayzai den Bildenden Künsten zu. Hier befasste er sich mit dem traditionellen persischen Theater einschließlich des Puppentheaters, der vorislamischen Kultur und des Schahname, der Schiitischen Passionspielen sowie der Persischen Miniaturmalerei. All dies in Verbindung mit seinem Interesse für das fernöstliche Theater verhalf ihm zur Entwicklung einer neuen Richtung für das iranische Theater.
1964 veröffentlichte er das erste von drei Stücken Seh Namāyesch-e Arusak (Drei Puppenspiele), in denen sich ebenfalls der Einfluss Pirandellos und des absurden Theaters widerspiegelt.
1969 begann Bayzais Filmkarriere mit seiner Regiearbeit in Amū Sibilū (Onkel Schnurrbart), der von Safar (Die Reise) gefolgt wurde. 1971 brachte er den Film Ragbār (Platzregen) heraus, der als einer der erfolgreichsten iranischen Filme gilt. Der Film thematisiert den späten Parviz Fanizadeh, der dem iranischen Publikum vor allem durch seine Rolle als Onkelchen Napoleon („Dā'īdschān Nāpoleon“) bekannt ist und der auch drogenabhängig war.
Seitdem produzierte er eine Reihe weiterer Filme und führte bei ihnen Regie, darunter „Bāshu, der kleine Fremde“.
Bahram Bayzai gilt als einer der intellektuellsten zeitgenössischen iranischen Autoren. Er befasst sich vor allem mit den Themen Geschichte und Identitätskrise, die er mit iranischen kulturellen und mythologischen Symbolen und Paradigmen in Verbindung bringt.
Seine Tochter Niloofar Beyzaie arbeitet ebenfalls als Theaterautorin und Regisseurin in Deutschland. Seine Cousine ist die Schriftstellerin und Filmemacherin Siba Shakib, welche ihm auch einige Inspirationen verdankt.

## Werke und Publikationen (Auswahl)
1960er Jahre:
- zahlreiche Artikel in Literatur- und Kunstzeitschriften
- „Theatre in Japan“ (Theater in Japan)
- „The eightth Voyage of Sindbad“ (Sindbads achte Reise)
- „Banquet“
- „Serpant King“ (König Serpant)
- „Dolls“ (Puppen)
- „Story of the Hidden Moon“ (Geschichte des verborgenen Mondes)
- Seh Namāyesh-e Arusak (Drei Puppenspiele (Dramen))

## Filmografie (Regisseur)
- 1969: Amū Sibilū (Onkel Schnurrbart)
- 1970: Safar – „The Journey“, (Die Reise)
- 1971: Ragbār – „Downpour“, (Der Platzregen)
- 1974: Gharibé o Meh – „The Stranger and the Fog“, (Der Fremde und der Nebel)
- 1976: Kalāgh – „The Raven“, (Der Rabe)
- 1979: Chariké-ye Tārā – „Ballad of Tara“, (Die Ballade von Tara)
- 1982: Marg-e Yazdgerd – „Death of Yazdgerd“, (Der Tod von Yazdgerd)
- 1986: Bāshu, Gharibe-ye Kutschak – „Bāshu, the Little Stranger“, („Bāshu, der kleine Fremde“ – herausgegeben 1989)
- 1988: Shāyad Vaghti Deegar – „Maybe Some Other Time“ (Vielleicht ein anderes Mal)
- 1992: Mosāferān – „Travellers“ (Die Reisenden)
- 1998: Goft-o-gū bā Bād – „Talking with the Wind“, (Windgespräche)
- 2001: Sagkoshi – „Killing Rabids“ (Wütendes Töten)
- 2006: Qāli-ye Sokhangū – (Der erzählende Teppich)

## Auszeichnungen
- 1973: Chicago International Film Festival, Internationales Filmfestival Moskau: „The Journey“: Silver Hugo, Silver Award
- 1990: Aubervilliers Filmfestival: „Bāshu, the little stranger“: Bester Film
- 2001: 19. Internationales Fajr-Filmfestival: „Killing Rabids“: Bestes Drehbuch
- 2004: International Istanbul Film Festival: Auszeichnung für das Lebenswerk

## Weitere Schreibweisen
- Bahram Beyzai, Bahram Beizai, Bahram Beyzaie